# Sotirios Wersis
Sotirios Wersis (gr. Σωτήρης Βερσής, ur. 1876 w Atenach, zm. 1919) – grecki sztangista i dyskobol.
W 1896 na Igrzyskach Olimpijskich w Atenach zajął trzecie miejsce w konkursie rzutu dyskiem, osiągając odległość 27,78 m (zwycięzca Robert Garrett rzucił na odległość 29,15 m).
W konkurencji podnoszenia ciężarów oburącz zajął również trzecie miejsce, podnosząc 90,0 kg. Wystartował też w zawodach podnoszenia ciężarów jednorącz, gdzie uplasował się na czwartej, ostatniej pozycji, podnosząc 40,0 kg.
W 1900 na Igrzyskach Olimpijskich w Paryżu startował w konkurencji pchnięcia kulą – spalił wszystkie próby.